# Joachim Jeremias
Joachim Jeremias (Dresden 20 september 1900 - Tübingen 6 september 1979) was een Duits luthers theoloog en oriëntalist. Hij was van 1935 tot 1968 hoogleraar Nieuwtestamentische studies aan de Universiteit van Göttingen.

## Levensloop
Jeremias bracht een groot deel van zijn jeugd door in Palestina, waar zijn vader, Friedrich Jeremias (1868-1945), proost was van de evangelisch-lutherse Kerk van de Verlosser in Jeruzalem. Jeremias studeerde aan de Universiteiten van Tübingen en Leipzig. Hij promoveerde in 1922 in de theologie en in 1923 in de oriëntaalse talen. Nadien volgde hij nog een opleiding aan het seminarie van de Evangelische Broedergemeente Suriname (Herrnhutters) in Riga.
Na zijn habilitatie in 1925 werd hij buitengewoon hoogleraar Nieuwe Testament en directeur van het Institutum Judaicum aan de Humboldtuniversiteit te Berlijn. Vanaf 1929 was hij als hoogleraar verbonden aan de Universiteit van Greifswald.
Van 1935 tot zijn emeritaat in 1968 was Jeremias hoogleraar Nieuwtestamentische studies aan de Georg-August-Universität Göttingen. Hij was een tegenstander van Hitler en het nationaalsocialisme en sloot zich als een van de weinige theologen van zijn faculteit aan bij de Bekennende Kirche. Hij verzette zich krachtig tegen ariërparagraaf in de kerken en nam stelling tegen de invoering van het Führerprinzip en de stichting van de Deutsche Reichskirche. Gedurende het bewind van Hitler was Jeremias bij geen enkele nationaalsocialistische organisatie aangesloten. Tijdens de oorlogsjaren (1939-1945) was hij als korporaal verbonden aan het veldhospitaal in Göttingen.
Vanwege Jeremias' moedige houding tijdens de Tweede Wereldoorlog, was hij na de oorlog betrokken bij de heropbouw van de universiteit.
Jeremias was van 1968 tot 1971 abt van het Kloster Bursfelde in Weserbergland. In 1976 vestigde hij zich in Tübingen, waar hij in 1979 op 78-jarige leeftijd overleed.

## Academisch werk
Jeremias deed voornamelijk academisch werk dat verband hield met het Palestina rond de eerste eeuwen vóór en na Christus. Hij was ervan overtuigd dat de studie van historische omgeving waarin Jezus Christus leefde bij zal dragen aan het beter verstaan van de Nieuwtestamentische gegevens omtrent diens leven en leer. In zijn onderzoek richtte Jeremias zich met name op het Jodendom in de eerste eeuw. (In de periode dat hij met dit onderzoek begon, was dit niet onomstreden omdat veel nationalistische theologen in die periode Jezus juist wilden "losweken" van diens joodse wortels.)
Jeremias achtte het mogelijk om de waarlijk door Jezus uitgesproken woorden te kunnen scheiden van de latere interpretatie van de evangelisten. Hierdoor was het noodzakelijk de Griekse tekst van de evangeliën als het ware "terug te vertalen" naar het oorspronkelijke Aramees dat Jezus sprak.
Jeremias hield zich bezig met de exegese van de gelijkenissen (parabels) van Jezus, maar ook met de instellingswoorden van het Avondmaal. Jeremias concludeerde dat het Laatste Avondmaal een Paasmaaltijd was. Het Evangelie van Marcus had volgens hem de instellingswoorden het beste bewaard. Deze instellingswoorden gaan weliswaar terug op een oervorm Urform maar zijn het meest betrouwbaar.
Daarnaast was Jeremias ervan overtuigd dat de kinderdoop reeds werd toegepast in de tijd van de apostelen.
Het is onder historici gangbaar om de figuur Jesjoe de verleider ("Jezus de verleider") in de Babylonische Talmoed te houden voor Jezus Christus. Jeremias ging hier niet in mee. Volgens hem was Jesjoe "vrijwel zeker" een Galilese vorm van Jesjoea - de Hebreeuwse en Aramese vorm van Jezus -; een naam die veel voorkwam in het Palestina van de eerste eeuw. Jeremias claimde in 1966 dat hij bij opgravingen rond de vijver van Bethesda de inscriptie Jesjoe te hebben aangetroffen, - maar dat deze inscriptie inmiddels was bedolven vanwege een verzakking - ter bevestiging van zijn hypothese.

### Agrapha
Intensief heeft Jeremias zich beziggehouden met de agrapha, woorden die van (de niet-verrezen) Jezus zijn overgeleverd en niet in de vier canonieke evangeliën staan. In 1948 gaf hij het toegankelijke boekje Unbekannte Jesusworte uit dat voor een breed publiek inging op de agrapha. Later werkte hij mee aan het werk Neutestamentlichen Apokryphen in deutscher Übersetzung onder redactie van prof. dr. Wilhelm Schneemelcher.

## Publicaties
- Veel van het werk van Joachim Jeremias is vertaald in het Engels. Het betreft hier een selectie van zijn bekendste werken:
- Jerusalem zur Zeit Jesu (1923, dissertatie)
- Die Abendmahlsworte Jesu (1935)
- Die Kindertaufe in den ersten vier Jahrhunderten (1958)
- Die Gleichnisse Jesu (1947, Taschenbuchausgabe 1965)
- Unbekannte Jesusworte (1948, Taschenbuchausgabe 1980)
- Neutestamentliche Theologie. 1. Teil: Die Verkündigung Jesu (1970)

## Verwijzingen
1. ↑  http://www.stadtarchiv.goettingen.de/personen/jeremias.htm. Gearchiveerd op 4 augustus 2021.
2. ↑  J. Jeremias: The New Testament Theology, 1977, p. 285

- Bibsys: 90119281
- Biblioteca Nacional de España: XX836989
- Bibliothèque nationale de France: cb119088031 (data)
- Catàleg d'autoritats de noms i títols de Catalunya: 981058511030206706
- CiNii: DA04234535
- Gemeinsame Normdatei: 11871211X
- International Standard Name Identifier: 0000 0001 1032 7339
- Library of Congress Control Number: n50038542
- Bibliotheek van het Japanse parlement: 00444678
- Nationale Bibliotheek van Tsjechië: skuk0003239
- Nationale Bibliotheek van Israël: 987007263206905171
- Nederlandse Thesaurus van Auteursnamen: 06858749X
- Istituto Centrale per il Catalogo Unico: CFIV107982
- LIBRIS: 191620
- Système universitaire de documentation: 026937980
- Trove: 1000694
- Virtual International Authority File: 110928968
- WorldCat: E39PBJccdbJgj74rgkXwgPq84q